# 2006–2007-es magyar női labdarúgó-bajnokság (első osztály)
A 2006–2007-es magyar nemzeti női labdarúgó-bajnokság első osztálya  nyolc csapat részvételével 2006. augusztus 12-én  rajtolt. A címvédő az 1. FC Femina csapata volt, aki megvédte bajnoki címét.

## A bajnokság csapatai
A 2006–2007-es magyar nemzeti labdarúgó-bajnokság első osztályát nyolc csapat részvételével rendezték meg, melyből négy fővárosi, négy vidéki egyesület volt. Idény közben a Debreceni VSC visszalépett és eredményeit törölték.

## Végeredmény
| #  | Csapat              | M  | GY | D | V  | G+ – G– | GK  | P  | Megjegyzések                          |
| -- | ------------------- | -- | -- | - | -- | ------- | --- | -- | ------------------------------------- |
| 1. | 1. FC FeminaCV      | 24 | 22 | 2 | 0  | 99–10   | +89 | 68 | 2007–2008-as UEFA női bajnokok ligája |
| 2. | WHC-Viktória FC     | 24 | 14 | 5 | 5  | 62–27   | +35 | 47 |                                       |
| 3. | MTK Hungária FC     | 24 | 13 | 5 | 6  | 60–41   | +19 | 44 |                                       |
| 4. | Ferencvárosi TC     | 24 | 10 | 3 | 11 | 38–42   | −4  | 33 |                                       |
| 5. | Győri ETO FC        | 24 | 7  | 5 | 12 | 36–48   | −12 | 26 |                                       |
| 6. | Újpesti TE          | 24 | 4  | 1 | 19 | 19–70   | −51 | 13 |                                       |
| 7. | Íris-Hungaro-Inárcs | 24 | 3  | 1 | 20 | 12–88   | −76 | 10 |                                       |
| 8. | Debreceni VSC       | 0  | 0  | 0 | 0  | 0–0     | 0   | 0  | törölve                               |

Utolsó frissítés: 2007. június 24. 
Forrás: MLSZ adatbank 
A rangsorolás alapszabályai: 1. összpontszám, 2. győzelmek száma, 3. egymás elleni eredmények összpontszáma,  4. egymás elleni eredmények gólkülönbsége, 5. egymás elleni eredmények szerzett góljainak száma 6. gólkülönbség, 7. szerzett gólok száma.
(B): Bajnokcsapat, (K): Kieső csapat, (F): Feljutó csapat, (I): Kupainduló, (R): A rájátszás győztese, (KGY): Kupagyőztes

A bajnok 1. FC Femina játékosai
Kövesi Gabriella (23),  Mátra Borbála (2), Bauer Istvánné (1), kapusok – Benkő Mónika (21), Dombai-Nagy Anett (13), Fogl Katalin (19), Gáspár Cecília (19), Kanta Krisztina (20), Kothai Nathalie (6), Lengyel Anita (2), Maglódi Renáta (2), Nagy Szabina (1), Pádár Anita (24), Paraoánu Aranka (22), Pincze Gabriella (20), Sebestyén Györgyi (16), Smuczer Angéla (11), Stefán Anita (18), Sümegi Éva (23), Szeitl Szilvia (23), Szekér Anita (16), Vágó Fanny (21).
Edző: Kiss László
Az ezüstérmes WHC-Viktória FC játékosai
Szvorda Melinda (18),  Papp Eszter (10), kapusok – Borbély Otília (18), Fehér Nikolett (10), Fenyvesi Judit (20), Görög Emese (13), Horváth Nóra (24), Kovács Eszter (17), Lukács Lívia (9), Megyeri Boglárka (24), Papp Dóra (14), Pas Alexandra (5), Rácz Zsófia (13), Szanyi Katalin (13), Szuh Erika (22), Tálosi Szabina (24), Tóth Enikő (23), Tóth Gabriella (24), Törteli Anikó (20).
Edző: Hérincsné Markó Edina
A bronzérmes MTK Hungária FC játékosai
Sipos Hajnalka (16),  Rothmeisel Dóra (19), kapusok – Ács Noémi (4), Aszódi Gyöngyi (21), Belső Mónika (23), Brunda Kitti (23), Csáky Bernadett (1), Endrődi Noémi (13), Gál Tímea (22), Gali Ivett (15), Galvács Réka (1), Heszberger Diána (13), Jakabfi Zsanett (22), Laky Andrea (10), Méry Rita (24), Mosolics Alexandra (9), Nagy Barbara (18), Radics Ágnes (8), Schumi Dorottya (24), Szabó Ildikó (5), Szabó Zsuzsanna (21), Tollár Emese (4), Tonzor Nikolett (1), Várkonyi Orsolya (19), Vesszős Mercédesz (9).
Edző: ?

## A góllövőlista élmezőnye
| Gól                                | Név               | Csapat              |
| ---------------------------------- | ----------------- | ------------------- |
| 29                                 | Pádár Anita       | 1. FC Femina        |
| 16                                 | Sümegi Éva        | 1. FC Femina        |
| 15                                 | Tóth Gabriella    | Viktória FC         |
| 14                                 | Jakab Réka        | Győri ETO           |
| 13                                 | Dombai-Nagy Anett | 1. FC Femina        |
| 13                                 | Szuh Erika        | Viktória FC         |
| 12                                 | Dörömbözi Csilla  | Ferencvárosi TC     |
| 11                                 | Méry Rita         | MTK Hungária FC     |
| 10                                 | Várkonyi Orsolya  | MTK Hungária FC     |
| 9                                  | Aszódi Gyöngyi    | MTK Hungária FC     |
| 9                                  | Jakabfi Zsanett   | MTK Hungária FC     |
| 9                                  | Sebestyén Györgyi | 1. FC Femina        |
| 8                                  | Fehér Nikolett    | Viktória FC         |
| 8                                  | Gál Tímea         | MTK Hungária FC     |
| 7                                  | Deli Anikó        | Ferencvárosi TC     |
| 7                                  | Szekér Anita      | 1. FC Femina        |
| 7                                  | Vágó Fanny        | 1. FC Femina        |
| 6                                  | Ferencsik Evelin  | Győri ETO           |
| 6                                  | Megyeri Boglárka  | Viktória FC         |
| 5                                  | Fenyvesi Judit    | Viktória FC         |
| 5                                  | Rácz Zsófia       | Viktória FC         |
| 4                                  | Bökk Katalin      | Íris-Hungaro-Inárcs |
| 4                                  | Csörnyei Dóra     | Győri ETO           |
| 4                                  | Fogl Katalin      | 1. FC Femina        |
| Utolsó frissítés: 2007. június 24. |                   |                     |
| Forrás: MLSZ adatbank              |                   |                     |